# SUMMER IN TEARS
『SUMMER IN TEARS』（サマー イン ティアーズ）は、近藤真彦の7枚目のオリジナル・アルバム。1985年8月1日発売。発売元はCBSソニー。

## 概要
前作『Shining』から丁度1年振りのリリース。
RVC（RCA）からCBS・ソニーに移籍後、初のオリジナル・アルバム。
1曲目「MOMOKO」は1982年楽曲のセルフカバー。

## 収録曲

### LP盤・カセットテープ
- SIDE A

1. MOMOKO（New Version）
  - 作詞：松本隆／作曲：山下達郎／編曲：椎名和夫
  - 「ハイティーン・ブギ」のカップリング曲「MOMOKO」のニュー・バージョン。
2. SUMMER IN TEARS
  - 作詞：売野雅勇／作曲：織田哲郎／編曲：大谷和夫
3. 愛に…憑かれて
  - 作詞：水口晴幸／作曲：長沢ヒロ／編曲：大谷和夫
4. 男が泣く女が泣く
  - 作詞：売野雅勇／作曲：長沢ヒロ／編曲：松下誠
5. 夢絆
  - 作詞：売野雅勇／作曲：鈴木キサブロー／編曲：チト河内

- SIDE B

1. 夏の日の少年
  - 作詞：売野雅勇／作曲：長沢ヒロ／編曲：戸塚修
2. NEVER FALL IN LOVE
  - 作詞：小林和子／作曲・編曲：馬飼野康二
3. 悲しみが瞳にしみる
  - 作詞：売野雅勇／作曲：John Stanley／編曲：戸塚修
4. 京都サマータイム・ブルース
  - 作詞：売野雅勇／作曲：馬飼野康二／編曲：チト河内
5. せつなくてヘッドライト
  - 作詞：康珍化／作曲：鈴木キサブロー／編曲：チト河内

### CD盤
1. MOMOKO（New Version）
2. SUMMER IN TEARS
3. 愛に…憑かれて
4. 男が泣く女が泣く
5. 夢絆
6. 夏の日の少年
7. NEVER FALL IN LOVE
8. 悲しみが瞳にしみる
9. 京都サマータイム・ブルース
10. せつなくてヘッドライト